# 船山祐二
船山 祐二（ふなやま ゆうじ、1985年1月19日 - ）は、千葉県成田市出身の元サッカー選手。ポジションはミッドフィールダー (CMF) 。サッカー選手の船山貴之は弟。

## 来歴
小学校4年次から中学校卒業までは柏レイソルの下部組織チームにてプレーした。2000年に習志野市立習志野高等学校に入学したが、当時のサッカー部監督であった本田裕一郎の退職・流通経済大学付属柏高等学校サッカー部監督就任に同行する形で同高校に転校した。高校卒業後は流通経済大学に進学し、同校サッカー部にてプレーする傍ら、4年次にはJFLのリーグ戦9試合に出場し、2得点を挙げている。

### 鹿島アントラーズ時代 (第1期)
2007年に鹿島アントラーズに入団。同年4月14日に日産スタジアムにて開催されたJ1第6節（対戦相手: 横浜FC）にてリーグ戦に初出場し、11月18日にカシマスタジアムで開催されたJ1第32節（対戦相手: 柏レイソル）にてリーグ初得点を挙げた。2007年度は計8試合に出場した。
2008年5月18日、同僚であった大道広幸が運転する乗用車に同乗中、神栖市内にて大道が酒気帯び運転の容疑で検挙された。翌19日に発覚し、遠征先のベトナムから大道ともども即時帰国し、6週間の謹慎および同年9月末までの一切の公式戦出場自粛の処分を受けた。この年の試合出場は、同年11月開催のJ132節および34節の2試合であった。2009年度は試合出場の機会がないまま、同年7月、セレッソ大阪に期限付き移籍した。

### セレッソ大阪時代・鹿島アントラーズ時代 (第2期)
セレッソ大阪移籍後の7月中も試合出場の機会はなかったが、8月30日開催のJ2第36節（対戦相手: ロアッソ熊本）にフル出場して以降はレギュラーに定着し、出場停止となった第49節を除き、最終節まで全試合に出場し、J1昇格に貢献した。また通算で5得点を挙げている。シーズン終了後鹿島に復帰した が、2010年度は出場機会に恵まれず、ヤマザキナビスコカップおよび天皇杯への各1試合への出場のみであった。

### モンテディオ山形時代
2011年、モンテディオ山形へ完全移籍した。祖母と妻の母親が山形県出身で幼少時に山形への滞在歴があったのが移籍の理由であったと後明かしている。2012年5月6日、ザスパ草津戦で山形移籍後本人の初ゴールを挙げた。2012年11月26日、契約満了に伴い2年間在籍した山形を退団することになった。

### アビスパ福岡時代
2013年は、山形在籍時のチームメイトである宮本卓也と共にアビスパ福岡へ完全移籍した。シーズン終了後、契約満了により1年で退団。

### アーミー・ユナイテッド時代
2014年2月24日、タイ・プレミアリーグのアーミー・ユナイテッドFCへ完全移籍した。

### エアフォース・セントラル時代
2015年、タイ・ディヴィジョン1リーグのエアフォース・セントラルFCへ完全移籍した。

### 東京ヴェルディ時代
2016年、東京ヴェルディへ移籍。Jリーグには3年ぶりの復帰となる。2016年シーズン終了後、現役を引退。

### 引退後
2017年に地元成田市でサッカースクール『FUNAJUKU』を設立し、代表に就任した。

## 所属クラブ
ユース経歴
- 1994年 - 1996年 柏レイソルジュニア（成田市立成田小学校）
- 1997年 - 1999年 柏レイソルジュニアユース（成田市立成田中学校）
- 2000年 000000 習志野市立習志野高等学校
- 2001年 - 2002年 流通経済大学付属柏高等学校
- 2003年 - 2006年 流通経済大学

プロ経歴
- 2007年 - 2010年  鹿島アントラーズ
  - 2009年7月 - 同年12月  セレッソ大阪（期限付き移籍）
- 2011年 - 2012年  モンテディオ山形
- 2013年  アビスパ福岡
- 2014年  アーミー・ユナイテッドFC
- 2015年  エアフォース・セントラルFC
- 2016年  東京ヴェルディ

## 個人成績
| 国内大会個人成績 | 国内大会個人成績 | 国内大会個人成績 | 国内大会個人成績 | 国内大会個人成績 | 国内大会個人成績 | 国内大会個人成績 | 国内大会個人成績 | 国内大会個人成績 | 国内大会個人成績 | 国内大会個人成績 | 国内大会個人成績 |
| 年度             | クラブ           | 背番号           | リーグ           | リーグ戦         | リーグ戦         | リーグ杯         | リーグ杯         | オープン杯       | オープン杯       | 期間通算         | 期間通算         |
| 年度             | クラブ           | 背番号           | リーグ           | 出場             | 得点             | 出場             | 得点             | 出場             | 得点             | 出場             | 得点             |
| 日本             | 日本             | 日本             | 日本             | リーグ戦         | リーグ戦         | リーグ杯         | リーグ杯         | 天皇杯           | 天皇杯           | 期間通算         | 期間通算         |
| ---------------- | ---------------- | ---------------- | ---------------- | ---------------- | ---------------- | ---------------- | ---------------- | ---------------- | ---------------- | ---------------- | ---------------- |
| 2005             | 流経大           | -                | JFL              | 0                | 0                | -                | -                | -                | -                | 0                | 0                |
| 2006             | 流経大           | 10               | JFL              | 9                | 2                | -                | -                | 1                | 0                | 10               | 2                |
| 2007             | 鹿島             | 23               | J1               | 8                | 1                | 2                | 0                | 0                | 0                | 10               | 1                |
| 2008             | 鹿島             | 23               | J1               | 2                | 0                | 0                | 0                | 0                | 0                | 2                | 0                |
| 2009             | 鹿島             | 23               | J1               | 0                | 0                | -                | -                | -                | -                | 0                | 0                |
| 2009             | C大阪            | 11               | J2               | 15               | 5                | -                | -                | 1                | 0                | 16               | 5                |
| 2010             | 鹿島             | 16               | J1               | 0                | 0                | 1                | 0                | 1                | 0                | 2                | 0                |
| 2011             | 山形             | 8                | J1               | 19               | 0                | 1                | 0                | 2                | 0                | 22               | 0                |
| 2012             | 山形             | 8                | J2               | 27               | 2                | -                | -                | 0                | 0                | 27               | 2                |
| 2013             | 福岡             | 8                | J2               | 37               | 1                | -                | -                | 1                | 0                | 38               | 1                |
| タイ             | タイ             | タイ             | タイ             | リーグ戦         | リーグ戦         | リーグ杯         | リーグ杯         | FA杯             | FA杯             | 期間通算         | 期間通算         |
| 2014             | アーミーU        |                  | プレミア         | 28               | 1                | 0                | 0                | 0                | 0                | 28               | 1                |
| 2015             | AF               |                  | Div1             | 32               | 0                | 0                | 0                | 0                | 0                | 32               | 0                |
| 日本             | 日本             | 日本             | 日本             | リーグ戦         | リーグ戦         | リーグ杯         | リーグ杯         | 天皇杯           | 天皇杯           | 期間通算         | 期間通算         |
| 2016             | 東京V            | 13               | J2               | 16               | 0                | -                | -                | 0                | 0                | 16               | 0                |
| 通算             | 日本             | 日本             | J1               | 29               | 1                | 4                | 0                | 3                | 0                | 36               | 1                |
| 通算             | 日本             | 日本             | J2               | 95               | 8                | -                | -                | 2                | 0                | 97               | 8                |
| 通算             | 日本             | 日本             | JFL              | 9                | 2                | -                | -                | 1                | 0                | 10               | 2                |
| 通算             | タイ             | タイ             | プレミア         | 28               | 1                | 0                | 0                | 0                | 0                | 28               | 1                |
| 通算             | タイ             | タイ             | Div1             | 32               | 0                | 0                | 0                | 0                | 0                | 32               | 0                |
| 総通算           | 総通算           | 総通算           | 総通算           | 193              | 12               | 4                | 0                | 6                | 0                | 203              | 12               |

| 国際大会個人成績 | 国際大会個人成績 | 国際大会個人成績 | 国際大会個人成績 | 国際大会個人成績 |
| 年度             | クラブ           | 背番号           | 出場             | 得点             |
| AFC              | AFC              | AFC              | ACL              | ACL              |
| ---------------- | ---------------- | ---------------- | ---------------- | ---------------- |
| 2008             | 鹿島             | 23               | 0                | 0                |
| 2009             | 鹿島             | 23               | 0                | 0                |
| 2010             | 鹿島             | 16               | 0                | 0                |
| 通算             | AFC              | AFC              | 0                | 0                |